# Edat d'or de la pirateria

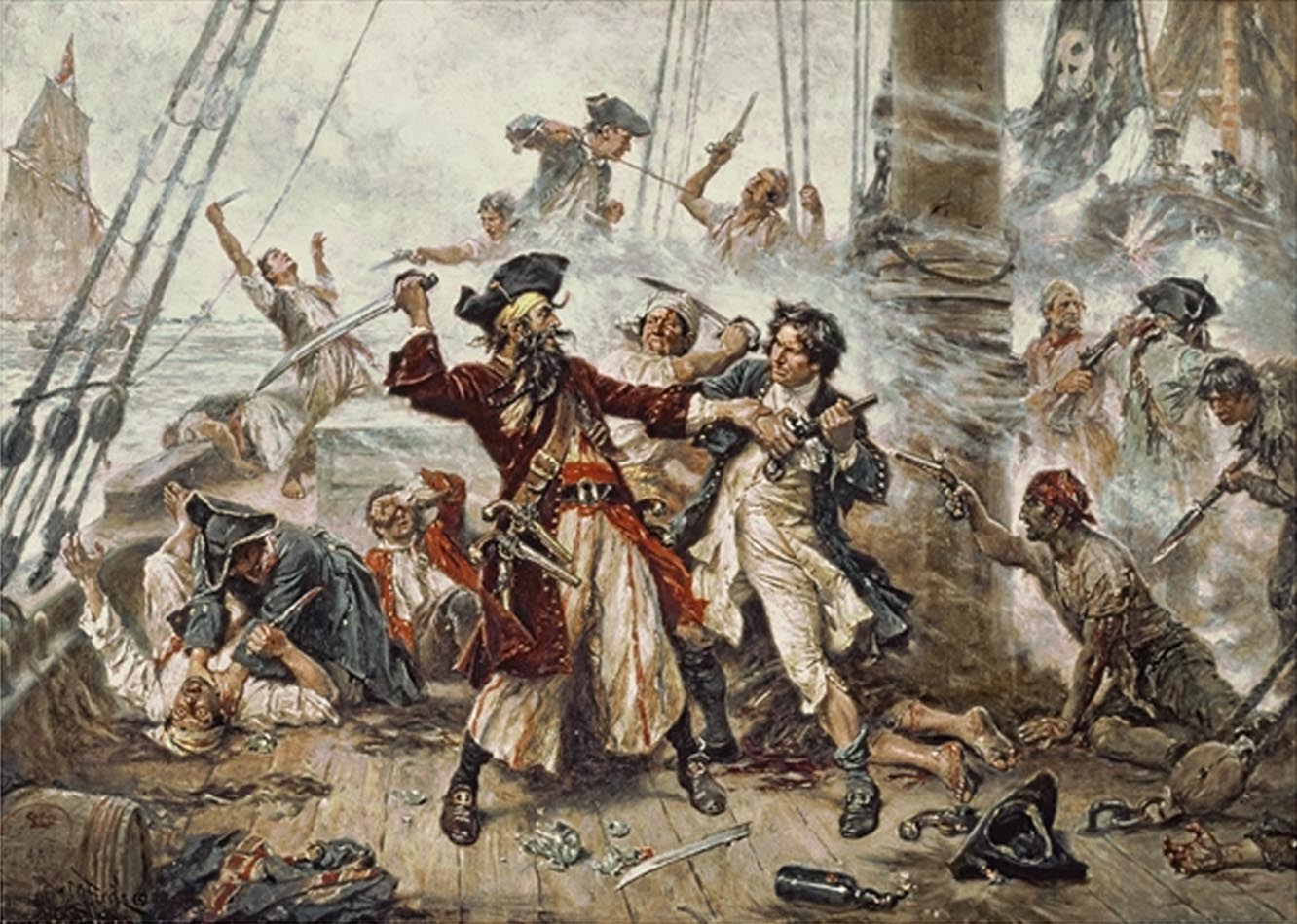
Barbanegra s'enfronta al tinent Maynard en l'apogeu de l'Edat daurada.

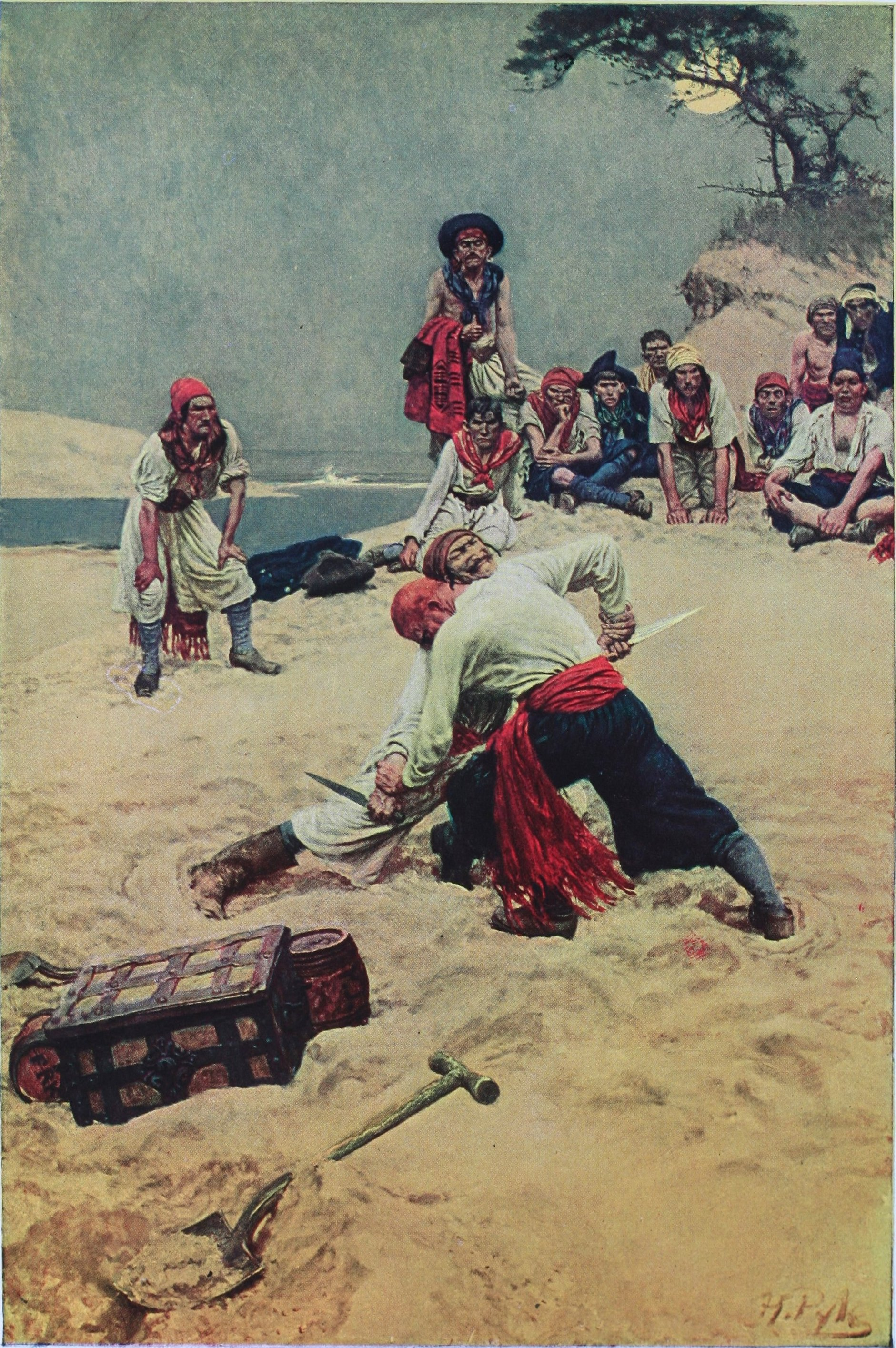
Howard Pyle, Pirates lluiten per un tresor.

L'Edat d'or de la pirateria és una denominació comuna donada a un o més sorgiments de pirateria en la història marítima durant les etapes prematures de l'edat moderna. En la seva definició més acceptada, l'«Edat daurada de la pirateria» va durar des de 1620 fins a 1795 i cobreix tres sorgiments separats de pirateria: 
1. El període dels bucaners durant 1620 i 1683, caracteritzat per mariners anglo-francesos establerts a Jamaica i Illa de la Tortuga atacant colònies espanyoles i navegant al Carib i l'est del Pacífic;
2. La Ronda del pirata de 1690, associada amb viatges de llarga distància des de Bermuda i Amèrica per robar a objectius musulmans i de la Companyia Britànica de les Índies Orientals a l'oceà Atlàntic i el mar Roig; i
3. El període postguerra de Successió Espanyola, definida per Marcus Rediker entre 1714 a 1726, quan mariners anglo-americans i corsaris desocupats després de la Guerra de Successió Espanyola es van convertir en massa a la pirateria al Carib, la zona marítima de l'est d'Amèrica, les costes Africanes de l'oest i l'oceà Índic.

Definicions més tancades de l'Edat d'or de la pirateria exclouen el primer o segon període, però la majoria inclouen almenys algunes parts del tercer. La concepció moderna de la pirateria tal com es representa en la cultura popular es deriva en gran part, encara que no sempre de forma correcta, de l'Edat moderna de la pirateria.
Entre els factors que van portar a la pirateria durant l'Edat d'or, s'inclouen l'augment del valor de la càrrega portada a Europa sobre grans zones oceàniques, la reducció de vaixells europeus en unes certes regions, l'entrenament i experiència que molts marins havien guanyat en les embarcacions europees —particularment la Royal Navy— i el govern ineficient en les colònies Europees a Amèrica. Els governs de les colònies es trobaven, constantment, combatent contra els pirates i embolicats en notables batalles i d'altres esdeveniments relacionats.

## Història

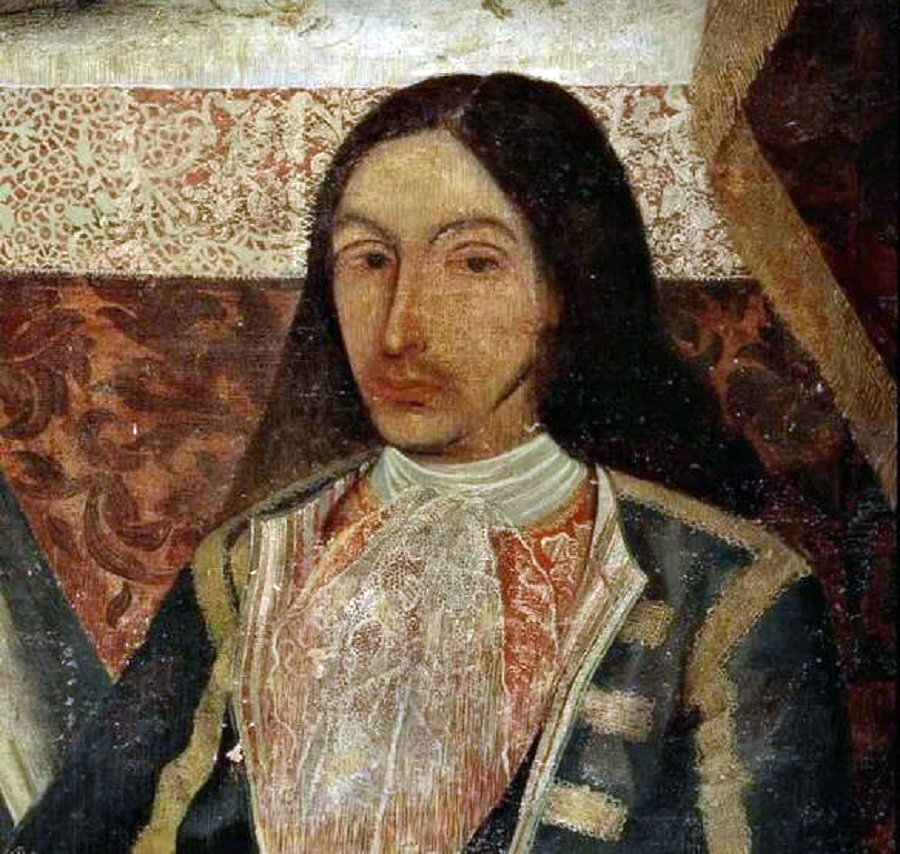
L'espanyol Amaro Pargo va ser un dels corsaris més famosos de l'Edat d'or de la pirateria.

### Origen
El terme «Edat daurada de la pirateria» és una invenció dels historiadors, mai no va ser usada per ningú que se sàpiga que va viure durant l'època. La menció literària més vella que es té d'una «Edat daurada» de la pirateria data de 1894, quan un reporter anglès anomenat George Powell va escriure sobre el que «aparentment va ser l'edat daurada de la pirateria durant la passada dècada del segle disset.» Powell va usar la frase —únicament una vegada— mentre revisava La nova i exacta història de Jamaica de Charles Leslie, que per a aquest moment en tenia més de 150 d'ésser publicada, i es refereix, en la seva majoria, a esdeveniments com l'atac de Henry Morgan a Maracaibo i Portobello el 1660 i la famosa fugida de Bartolomeu Português.
Al 1897 un ús més sistematitzat de la frase va ser introduït per l'historiador John Fiske, que va escriure «A cap més moment de la història l'afer de la pirateria va prosperar tant com ho va fer durant el segle disset i les primera meitat del divuit. Es pot dir que la seva edat daurada es va estendre de 1650 a 1720» Fiske va incloure actes dels pirates barbarescos i de l'est de l'Àsia en aquesta «Edat daurada» afirmant que «mentre aquests pirates musulmans i aquells de l'est de l'Àsia estaven tan actius en el segle disset com en qualsevol altre moment, el seu cas no menyscaba el meu argument que l'època dels bucaners és l'Edat daurada de la pirateria».
Historiadors de pirates de la primera meitat del segle XX ocasionalment adopten el concepte de Fiske de l'«Edat daurada» sense necessàriament seguir les dates d'inici i final que ell va suggerir per aquesta. La definició més àmplia del terme és la de Patrick Pringle, qui va escriure el 1951 que «la més florent era la història de la pirateria... va començar durant el regnat d'Elisabet I i va acabar en la segona dècada del segle divuit.» Aquesta idea contradiu Fiske, qui va negar ferventment que figures isabelines com Francis Drake van ser pirates.

### Tendència cap a una definició reduïda
De les definicions recents, la de Pringle, té el més alt rang, una excepció en la tendència de 1909 de reduir l'Edat daurada. Al 1924 Philip Gosse va definir el cim de la pirateria amb durada «de 1680 fins a 1730». En el seu popular llibre de 1978 The Pirates per a la sèrie "Mariners" de TimeLife, Douglas Botting defineix l'Edat d'or durant «uns escassos 30 anys, començant al final del segle xvii i començant al primer quart del segle xviii.» La definició de Botting va ser continuada per la de Frank Xerès el 1986. En un article acadèmic de 1989 el professor Marcus Rediker va definir a l'Edat daurada de la pirateria durant tan sol de 1716 a 1726. Angus Konstam el 1998, calculó la duración del periodo de 1700 hasta 1730.
Probablement l'últim pas a restringir la durada de l'Edat daurada va ser en el llibre de 2005 La història dels pirates de Konstam, en el qual es retracta de les seves afirmacions passades, trucant a la definició de l'Edat daurada de 1690-1730 «generosa» i va concloure que «El pitjor d'aquestes activitats pirates es van limitar a un període de vuit anys, de 1714 a 1722, així que la veritable Edat d'or ni tan sols podria ser anomenada una dècada daurada».
David Cordingly, al seu influent llibre de l'any 1994 Sota bandera negra, va definir «la gran edat de la pirateria» des de 1650 fins a 1725, molt propera a la definició de Fiske de l'Edat daurada de la pirateria.
Rediker, el 2004, va descriure la més complexa definició de l'Edat daurada fins a la data. El proposa una Edat d'or que «cobreix el període de 1650-1739» que subdivideix en tres diferents «generacions»: els bucaners de 1650-1680, els pirates de l'oceà Índic de 1690 i els pirates de 1716-1726.

## Orígens
La pirateria va sorgir i en petita escala com reflex dels conflictes sobre el comerç i la colonització que els grans poders europeus rivals de l'època mantenien, incloent els imperis de Gran Bretanya, Espanya, Holanda, Portugal i França. Molts d'aquests pirates van ser anglesos, francesos, espanyols i holandesos.

### Període dels bucaners 1650-1680
Historiadors com John Fiske, indiquen l'inici de l'Edat d'or de la pirateria al voltant de 1650, quan el final de les Guerres de religió a Europa van permetre a les nacions europees resumir el desenvolupament de les seves colònies. Això va implicar comerç marítim i un creixement econòmic general: hi havia molts diners per adquirir o robar i gran part d'aquest era transportat al mar.
Bucaners francesos s'havien establert al nord de L'Espanyola el 1625, però inicialment es dedicaven principalment a la cacera més que al robatori; la seva transició a la pirateria de temps complet va ser gradual i es va deure, en major part, als esforços espanyols d'erradicar-hos així com als animals de les quals depenien. La migració dels bucaners de la zona principal de l'Espanyola a la, més defensable, Illa de la Tortuga va limitar els seus recursos i va incrementar els seus atacs periòdics. D'acord amb Alexandre Exquemelin, un bucaner i historiador que va ser una gran font sobre aquest període, el bucaner de Tortuga Pierre le Grand va ser el pioner en els atac als galions que tornaven a Espanya dels seus viatges .
El creixement del bucanerismo a Tortuga es va augmentar per la conquesta anglesa de Jamaica el 1655. Els primers governadors anglesos de Jamaica van proporcionar patents de cors lliurement als bucaners de Tortuga i els seus compatriotes, mentre que el creixement de Port Royal va proveir a aquests saquejadors d'un lloc més gran i satisfactori per vendre el seu botí. El 1660 el nou governador francès de Tortuga, Bertrand d'Ogeron, va proveir comissions similars per tant els seus propis colons com per els degolladors anglesos de Port-Royal. Aquestes condicions van portar al bucanerismo del Carib al seu zenit.

### La ronda del pirata 1693-1700

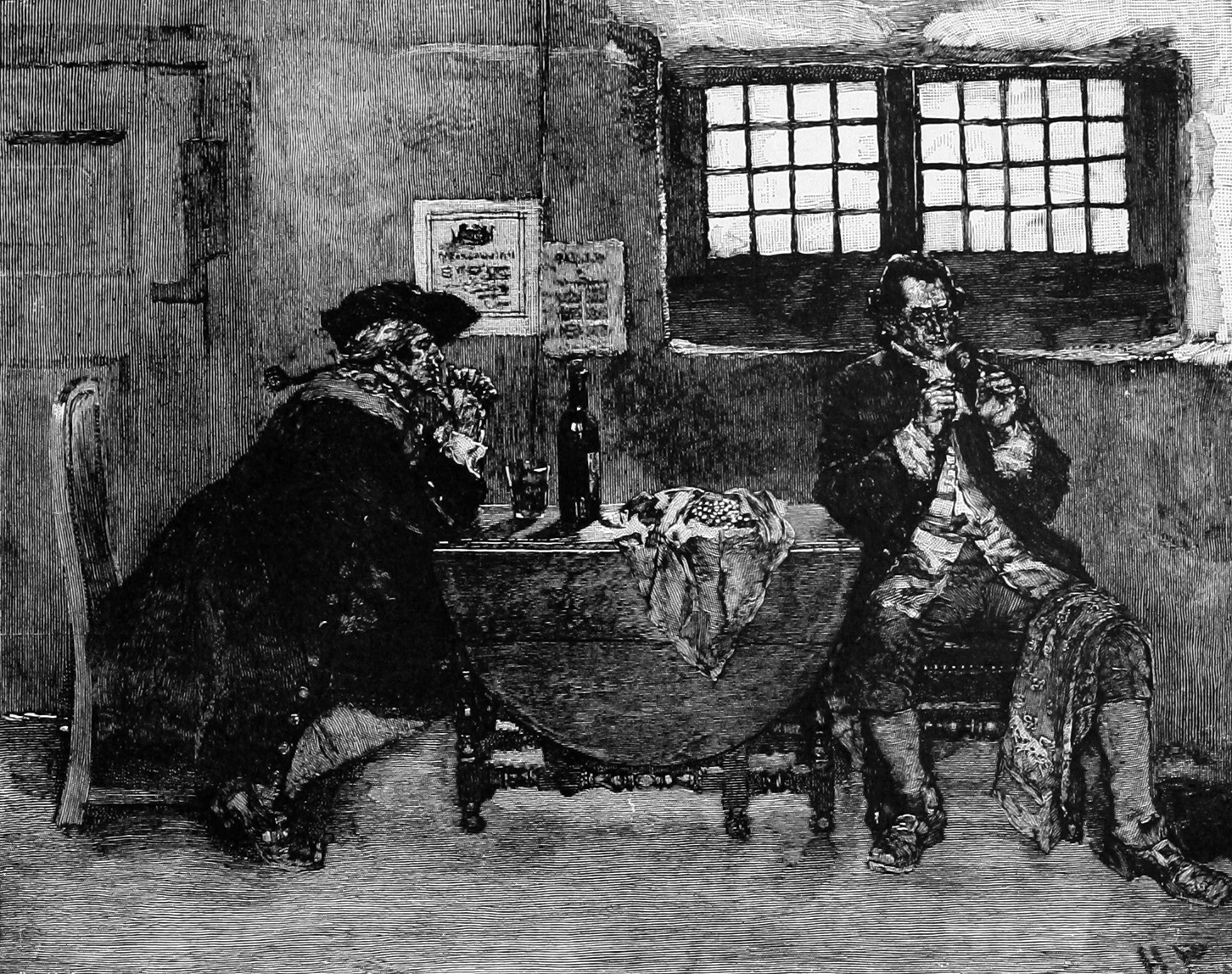
Henry Every venent el seu tresor en aquest gravat de Howard Pyle. Every capturar el Ganj-i-Sawai en 1695 sent un dels més grans saquejos mai perpetrats.

Diversos factors van ocasionar l'aparició dels pirates anglo / americans, alguns d'ells havien començat durant l'etapa del bucanerisme, buscant per tresors més enllà del Carib tan aviat va començar la dècada de 1690. La caiguda de la Dinastia Stuart a Anglaterra va restaurar l'enemistat tradicional entre aquest Regne i França, acabant amb la col·laboració econòmica entre Jamaica, d'Anglaterra, i Tortuga, de França. La destrucció de Port-Royal per un terratrèmol el 1692 va reduir encara més l'atractiu del Carib en destruir el principal mercat dels pirates. Els governadors de les colònies al Carib van començar a rebutjar la política tradicional de «no hi ha pau més enllà de la Línia», sota el qual s'entenia que la guerra anava a continuar —i que les patents de cors serien atorgades— al Carib sense importar que tractats de pau es signessin a Europa; des de llavors les patents només serien expedides en temps de guerra i serien rigorosament limitades. A més, gran part de les colònies espanyoles simplement s'havien esgotat; Maracaibo havia estat saquejada ja tres vegades entre 1667 i 1678, mentre que  Riohacha havia estat saquejat cinc vegades i Tolú vuit.
Al mateix temps les colònies angleses menys afavorides com Bermudes, Nova York i Rhode Island escassejaven recursos a causa de les Actes de navegació. Mercaders i governadors buscant diners ignoraven o fins i tot protegien les embarcacions pirates, un oficial colon va arribar al punt de defensar a un pirata, ja que trobava «molt fort penjar a les persones que porten diners a aquestes colònies.» Tot i que alguns d'aquests pirates operant fora de Nova Anglaterra i les colònies mitjanes apuntaven a les colònies costaneres espanyoles en les zones més remotes del Pacífic ja avançada la dècada de 1960, l'Oceà Índic era un objectiu molt més ric i temptador. La sortida de recursos des de l'Índia s'empetitia a la d'Europa durant aquest període, especialment amb productes luxosos d'alt valor com la seda i calicó, que eren un botí ideal per als pirates; al mateix temps, no hi havia naus poderoses solcant l'oceà Índic, deixant tant a la embarcacions locals com a les de la Companyia Britànica de les Índies Orientals vulnerables a atacs. Això va obrir les portes a les pirateries famoses de Thomas Tew, Henry Every, Robert Culliford i William Kidd —encara que la seva reputació com a pirata és objecte de debat i / o controvèrsia.

### El període post-Guerra de Successió Espanyola
Entre 1713 i 1714, es van signar una sèrie de tractats de pau que van posar fi a la Guerra de Successió Espanyola. Amb el final d'aquest conflicte milers de mariners, incloent corsaris paramilitars, van ser retirats de les seves obligacions militars. El resultat va ser un gran nombre de marins aturats i entrenats en una època durant la qual el comerç a través de l'Atlàntic començava a florir. Conjuminat a això, molts europeus que havien estat incitats per la desocupació a participar en el comerç d'esclaus estaven disposats a canviar el negoci per la pirateria, proveint als capitans pirates d'un llarg subministrament de reclutes europeus entrenats per a ser trobats a les costes i mars africans.
En 1715, els pirates van començar un atac massiu contra bussos espanyols tractant de recuperar or d'un galió enfonsat prop de Florida. El nucli de la força pirata era un grup d'ex-bucaners, que molt aviat serien embolicats en infàmia: Henry Jennings, Charles Vane, Samuel Bellamy, i Edward England. L'atac va ser reeixit, però al contrari de les seves expectatives, el governador de Jamaica va refusar permetre a Jennings i els seus sequaços gastar el seu botí a la seva illa. Amb Kingston i un Port-Royal en declivi tancats per a ells, Jennings i els seus camarades van fundar una nova base pirata a Nassau, a l'illa de Nova Providència a les «Bahames», que havia estat abandonada durant la guerra. Fins a l'arribada del governador Woodes Rogers tres anys després, Nassau seria la llar d'aquests pirates i els seus nombrosos reclutes.
El nombre de bucs transportant mercaderia entre Àfrica, el Carib i Europa es va elevar al segle xviii, un model al qual se li va conèixer com a Comerç triangular i va ser un objectiu per la pirateria. Naus mercantils salpaven des d'Europa cap a la costa africana intercanviant béns manufacturats i armes a canvi d'esclaus. Els bucs anaven llavors al Carib a vendre els esclaus i tornar a Europa amb productes com sucre, tabac i cacau. Una altra ruta triangular consistia en naus portant matèria primera, bacallà en conserva i rom a Europa on part de la càrrega es venia a canvi de productes manufacturats, que —a més d'una part de la càrrega original— serien portats al Carib, s'intercanviaven per sucre i melasses, que amb alguns productes manufacturats eren enviades a Nova Anglaterra. Vaixells a la ruta triangular feien diners a cada parada.
Com a part d'un acord després de la Guerra de successió espanyola, se li va ser concedit a Anglaterra l' « Asiento de negros» per part del govern d'Espanya per proveir esclaus a les colònies espanyoles en el nou món, obrint-li les portes a traficants i mercaders britànics als tradicionalment tancats mercats espanyols a Amèrica. Aquest acord també va contribuir fortament a l'expansió de pirateria per l'oest de l'Atlàntic. El comerç a les colònies va explotar al mateix temps que hi va haver una abundància de mariners experimentats després de la guerra. Els mercaders van usar aquesta excedent oferta de mariners per baixar els salaris i així maximitzar els seus guanys, creant condicions precàries dins de les seves embarcacions. Els mariners de naus mercantils amb la moral baixa, i les condicions de vida eren tan pobres que molts preferien una existència lliure com pirates. El volum incrementat de naus comercials també va crear un gran nombre de bandits aguaitant.

## Pirates de l'època

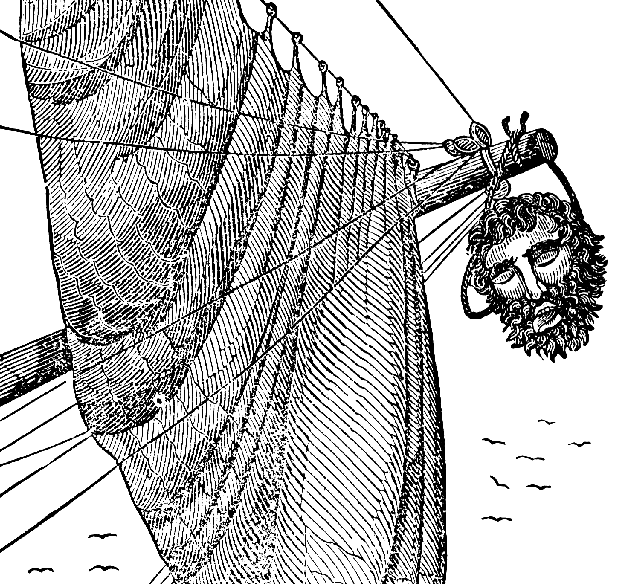
Cap retallat de Barbanegra penjant del bauprés de Maynard

Gran part dels pirates millor coneguts de la història es van originar a «Edat d'or de la pirateria.»
- Henry Morgan, un bucaner que va atacar als espanyols i va prendre la ciutat de Panamà. Anava a ser executat a Anglaterra però en lloc d'això va ser nomenat cavaller i governador de Jamaica va morir de causes naturals el 1688.
- Henry Every, famós per haver estat un dels pocs pirates a retirar-se amb el seu botí sense haver estat arrestat o derrotat en batalla, a més d'haver també capturat la extraordinàriament rica nau mogol Ganj-i-Sawai el 1694.
- William "Captain" Kidd, que va ser executat per pirateria a Londres el 1701, és famós pel tresor enterrat que suposadament va deixar.
- "Black Sam" Bellamy, capità del  Whydah Gally , que es va perdre en una tempesta durant 1717.
- Stede Bonnet, un adinerat terratinent de Barbados, tornat pirata només a la recerca d'aventura. Bonnet va capitanejar un sloop de deu canons, anomenat  Venjança , saquejant naus de la costa de Virgínia el 1717. Va ser atrapat i penjat el 1718.
- Edward Teach (O Thatch), millor conegut com a Barbanegra, va estar actiu entre 1716 a 1718. Potser un dels més notoris pirates entre les nacions de parla anglesa. El vaixell més famós de Barbanegra era el  Queen Anne's Revenge, anomenat en resposta al final de la guerra de la Reina Anna. Barbanegra va ser assassinat pels homes del lloctinent Robert Maynard el 1718.
- Calico Jack Rackham va ser capturat, penjat i exposat fora de Port Royal el 1720.
- Bartholomew Roberts, ha estat considerat un dels pirates més reeixits de la història. Va ser assassinat a les costes d'Àfrica el 1722.
- Edward Low, actiu entre 1721 i 1724, que va ser notable a causa del seu hàbit de torturar a les seves víctimes abans de matar-les
- William Fly, l'execució el 1726 és usada per l'historiador Marcus Rediker per marcar el final de l'edat daurada de la pirateria.
- Amaro Pargo (1678-1747), pirata canari que va dominar la ruta entre Cadis i el Carib, en aquest cas atacant vaixells enemics de la Corona d'Espanya durant el regnat de  Felip V.

### Dones pirates
Almenys, hi ha dos casos de dones que van entrar a la carrera de la pirateria. Les dones pirates més reconegudes van ser Anne Bonny, algunes vegades també escrit Bonney i Mary Read.
Bonny va escapar amb el pirata Jack Rackham (Calico), de qui estava enamorada, escapant d'un matrimoni prematur. Mary Read havia estat vestida com un home per la seva mare tota la vida i havia servit en la milícia britànica durant un temps. Ella va arribar al Carib després de deixar al seu espòs i va acabar amb Calico i Bonny.
Quan la seva nau va ser atacada, les dues dones i un home desconegut van ser els únics a defensar el vaixell, ja que els altres tripulants no es trobaven en condicions de lluitar a causa de la intoxicació amb l'alcohol. En acabar l'atac elles van ser capturades i arrestades.
Després de la seva captura el 1720 les dues dones van evitar la sentència de mort clamant estar embarassades. Read va morir a la presó, molts creuen que a causa d'una febre o complicacions en donar a llum. Bonny va desaparèixer dels registres del tot.

### Pirates barbarescos

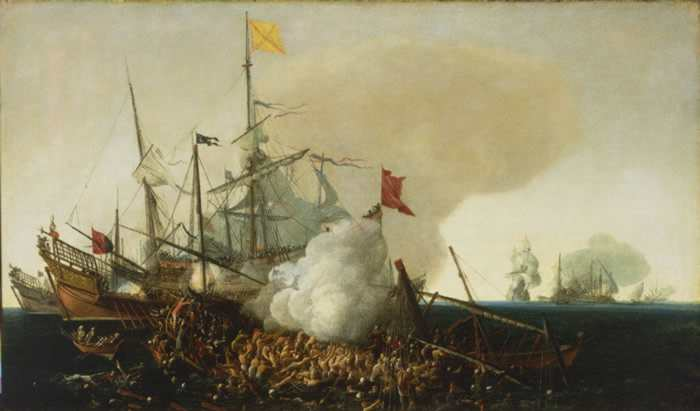
Cornelis Hendricksz Vroom, Espanyols enfrontant-se a corsaris barbarescos, 1615.

Els pirates barbarescos van ser pirates i corsaris que van operar des del nord d'Àfrica a la costa barbaresca, assetjant embarcacions creuades en el Mar Mediterrani a més de naus en rumb a Àsia i Àfrica fins a les etapes primerenques del segle xix. Les viles costaneres de i pobles de Itàlia, Espanya i les illes del mar Mediterrani van ser constantment atacades per ells i grans zones de les costes espanyoles i italianes van ser completament abandonades pels seus habitants. A partir del segle xvii els pirates barbarescos van començar a entrar ocasionalment a l'atlàntic i van atacar llocs tan llunyans com Islàndia. D'acord amb Robert Davis, entre un milió i 1.25 milions d'europeus van ser capturats pels pirates barbarescos i venuts com  esclaus entre els segles xvi i XIX.Davis, Robert. «British Slaves on the Barbary Coast» (en anglès).   BBC History. [Consulta: 5 setembre 2017].
Un dels trets característics dels pirates, el pegat a l'ull, prové del pirata Rahmah ibn Jabir al-Jalahimah, qui el va fer servir després de perdre un ull en batalla al segle xviii.
Mentre a l'edat d'or de la pirateria a Europa i Amèrica generalment se'l considera haver durat entre 1710 i 1730, la prosperitat dels pirates barbarescos va durar fins a l'inici del segle xix. No obstant això, al contrari de les potències Europees, els Estats Units d'Amèrica es van negar a pagar tribut als barbarescos i van respondre amb la  Primera guerra barbaresca i la Segona guerra barbaresca en contra del nord d'Àfrica, on els pirates van capturar i esclavitzar marins nord-americans. Tot i que els Estats Units D'Amèrica van aconseguir poques vitorias en aquestes guerres molt aviat es van unir França i Gran Bretanya amb les seves embarcacions més poderoses i van acabar amb els saquejadors barbarescos.

## Declivi
Per a l'inici del segle xviii la tolerància cap als bucaners començava a afeblir-se. Després que el Tractat d'Utrecht fos signat, l'excés de mariners entrenats sense feina va ser tant una maledicció com una benedicció per als pirates. Inicialment l'abundància d'homes aptes havia augmentat el nombre de pirates existent de manera significativa. Això va portar inevitablement al saqueig de més naus, que va posar un límit al comerç de les nacions europees. Aquestes van respondre millorant les seves pròpies naus per protegir els comerciants i caçar pirates. L'excés de mariners significava que també hi havia molta gent apta per ser reclutada a les embarcacions nacionals. La pirateria estava en un clar declivi el 1720, L'Edat d'or de la pirateria no va superar aquesta dècada.
Els esdeveniments de la segona meitat de 1718 van marcar un punt d'inflexió per a la pirateria en el nou món. Sense una base segura a la qual acudir i la pressió constant de les embarcacions navals, els pirates van perdre la inèrcia. L'atractiu dels tresors espanyols també començava a desaparèixer i els caçadors gradualment es convertien en les preses. Per 1719 els pirates restants van escapar a l'Àfrica occidental atacant esclavistes pobrament defensats.

## En la cultura popular
Encara que alguns detalls són regularment omesos, l'impacte de la pirateria en la cultura popular és difícilment subestimat. A General History of the Robberies and Murders of the most notorious Pyrates de Charles Johnson, és la principal font per a les biografies de molts pirates coneguts de l'edat d'or, proveint també una imatge extensiva del període. Donant un estatus gairebé mitològic a personatges com Barbanegra i  Calicó Jack, el llibre va marcar l'estàndard per representar les vides de molts pirates de l'edat d'or; a més d'influenciar la literatura de Robert Louis Stevenson i J. M. Barrie. Treballs literaris com L'illa del tresor i Peter Pan van marcar la imatge dels pirates que es té avui dia. Pel·lícules de la sèrie Pirates of the Caribbean i l'anime / manga One Piece han traçat una imatge romàntica sobre l'ideal de la pirateria.
Moltes afirmacions i especulacions sobre la seva imatge, vestimenta, codi d'etiqueta, etc. també van atribuir al seu misteri i llegenda. Per exemple, els homes feien servir anells amb el propòsit que el seu valor en or o plata paguessin un enterrament si s'arribaven a perdre al mar i el seu cos arribava a la costa.
Més recentment, detalls menys encertats sobre la imatge dels pirates han guanyat popularitat (per exemple el «Dia Internacional de parlar com un pirata»). No obstant això aquest fenomen simplement ha ajudat a expedir i implementar el romanticisme en el mite de la pirateria.